# Theronia brachyura
Theronia brachyura là một loài tò vò trong họ Ichneumonidae.